# Tomatas Grande
Tomatas Grande ist eine Ortschaft im Departamento Tarija im südamerikanischen Anden-Staat Bolivien.

## Lage im Nahraum
Tomatas Grande ist zentraler Ort des Kanton Tomatas Grande im Municipio San Lorenzo in der Provinz Eustaquio Méndez. Das Straßendorf Tomatas Grande liegt im Zentrum auf einer Höhe von 2155 m am rechten, westlichen Ufer des Río Nuevo Guadalquivir, dreißig Kilometer flussaufwärts nördlich von Tarija, der Hauptstadt des Departamentos.

## Geographie
Tomatas Grande liegt am südöstlichen Rand der Hochebene des bolivianischen Altiplano auf dem Übergang zum Tiefland. Das Klima ist wegen der Binnenlage über mehr als die Hälfte des Jahres trocken, jedoch weitaus weniger rau als die Hochfläche und weist ein typisches Tageszeitenklima auf, bei dem die Temperaturschwankungen zwischen Tag und  Nacht in der Regel deutlich größer sind als die jahreszeitlichen  Schwankungen (siehe Klimadiagramm Tarija).
Die Jahresdurchschnittstemperatur der Region liegt bei 19 °C und schwankt nur unwesentlich zwischen 15 °C im Juni/Juli und 22 °C von Dezember bis  Februar (siehe Klimadiagramm Tarija). Der Jahresniederschlag beträgt etwa 550 mm, mit einer stark  ausgeprägten Trockenzeit von April bis Oktober mit Monatsniederschlägen unter 30 mm, und einer Feuchtezeit von Dezember bis Februar mit über 100 mm Monatsniederschlag.

## Verkehrsnetz
Tomatas Grande liegt in einer Entfernung von dreißig Straßenkilometern nördlich von Tarija, der Hauptstadt des gleichnamigen Departamentos.
Durch Tarija führt die asphaltierte Nationalstraße Ruta 1, die von Bermejo im Süden an der argentinischen Grenze das gesamte bolivianische Hochland in Süd-Nord-Richtung bis zur peruanischen Grenze bei Desaguadero durchquert und dabei außer Tarija auch die Metropolen Potosí, Oruro und El Alto passiert. Zwölf Kilometer nördlich von Tarija zweigt bei Rancho Norte eine Landstraße nach Norden ab und führt über San Lorenzo, Lajas Merced und Canasmoro auf achtzehn Kilometern nach Tomatas Grande.

## Bevölkerung
Die Einwohnerzahl der Ortschaft ist in den vergangenen beiden Jahrzehnten um etwa die Hälfte angestiegen:
| Jahr | Einwohner | Quelle       |
| ---- | --------- | ------------ |
| 1992 | 433       | Volkszählung |
| 2001 | 573       | Volkszählung |
| 2012 | 657       | Volkszählung |
| 2024 |           | Volkszählung |